# Presenza Naziunale
Presenza Naziunale és un partit polític nacionalista cors. Aparegué com a resultat de l'escissió, en 1998, d'A Cuncolta Naziunalista, feta per François Santoni amb el seu amic Jean-Michel Rossi, com a reacció de la radicalització del moviment.
El seu braç armat és Armata Corsa.
Jean-Michel Rossi fou assassinat el 2000, François Santoni el 2001, i alguns dels seus propers com Jacques Navarra el desembre de 2001.